# Cephalogryllus pentaringus
Cephalogryllus pentaringus är en insektsart som beskrevs av Otte, D. och R.D. Alexander 1983. Cephalogryllus pentaringus ingår i släktet Cephalogryllus och familjen syrsor. Inga underarter finns listade i Catalogue of Life.